# Peter Lovesey

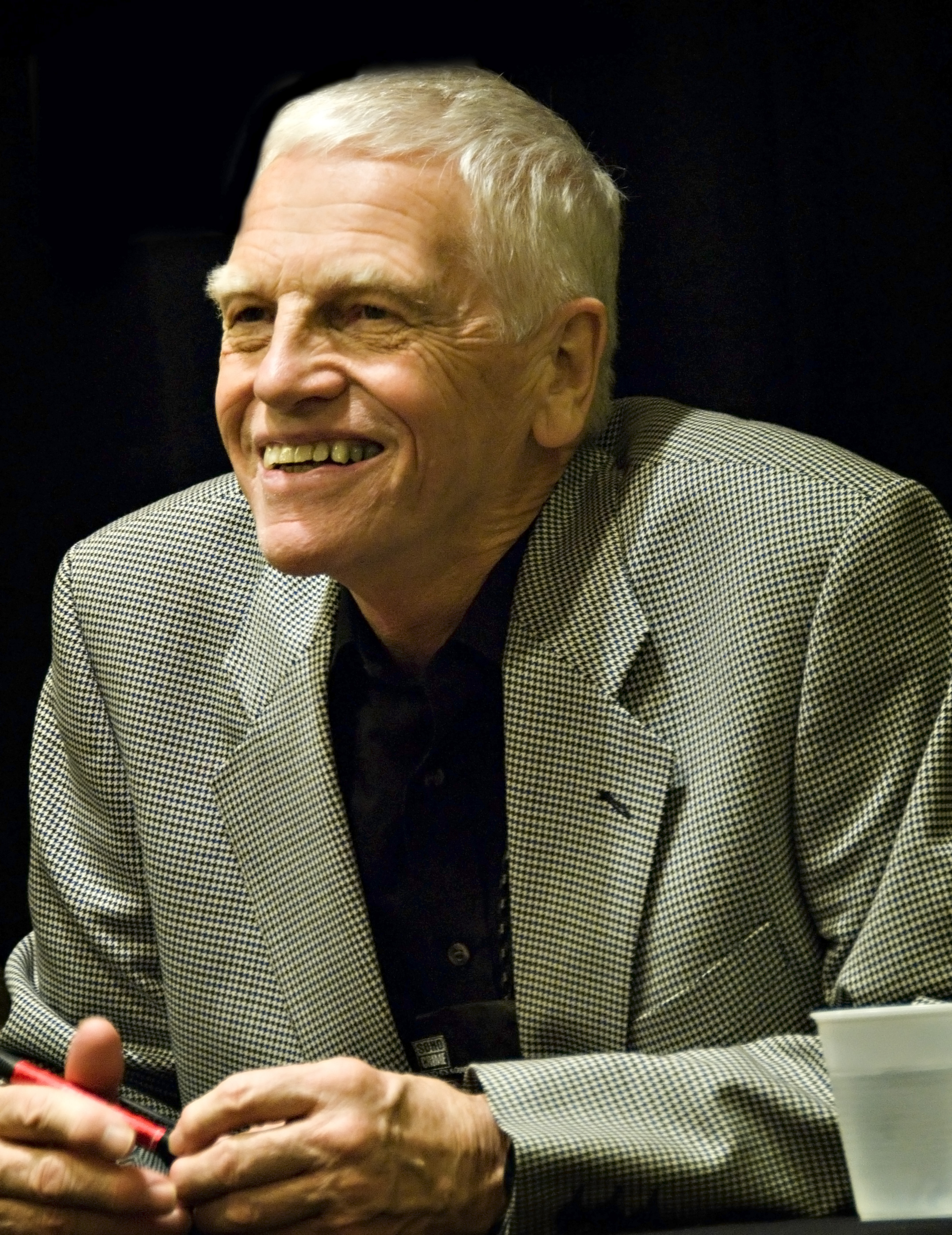
Peter Lovesey, 2009

Peter Harmer Lovesey (* 10. September 1936 in Whitton, Middlesex, England; † 10. April 2025 in Shrewsbury) war ein britischer Krimi-Schriftsteller.

## Leben
Nach dem Anglistik-Studium in Reading arbeitete Lovesey einige Zeit als Lehrer in der Erwachsenenbildung. Sein Interesse für Sportler am Ende des 19. Jahrhunderts führte nicht nur zu einer Sachbuchveröffentlichung, sondern lieferte 1969 auch die Handlung für den ersten Kriminalroman Der Tod hat lange Beine, mit dem er an einem Schreibwettbewerb teilnahm und prompt gewann.
Daraus entwickelte sich dann eine ganze Serie aus dem viktorianischen London von Sherlock Holmes. Obwohl seine Ermittler Sergeant Richard Cribb und dessen Assistent Constable Edward Thackeray Polizisten beim Yard sind, greifen sie immer wieder zu „modernen“ verdeckten Ermittlungsmethoden.
Nach acht Romanen bekam Lovesey ein Angebot für die Verfilmung als TV-Serie. Allerdings sollte die Serie 14 Folgen umfassen und so schrieb er zusammen mit seiner Frau Jacqueline innerhalb von acht Monaten die Drehbücher für die acht vorhandenen und sechs neue Cribb-Abenteuer.
In den 1980ern wandte er sich dann erst einmal von Cribb ab und schrieb verschiedene Kriminalromane und -geschichten, unter anderem unter dem Pseudonym Peter Lear. 1987 begann eine zweite Serie um Albert Edward, Prince of Wales, kurz Bertie genannt.
Seine aktuellste, sehr erfolgreiche Serie beschreibt die Abenteuer des Ex-Polizisten Peter Diamond im südwestenglischen Bath.

## Auszeichnungen
- 1978 Silver Dagger für Waxwork
- 1982 Gold Dagger für The False Inspector Dew (dt.: Abschied auf Englisch)
- 1985 Grand prix de littérature policière (Kategorie International) für Trois flics dans un canot (Original: Swing, swing together; dt.: Flußpartie zum Galgen)
- 1987 Prix du Roman d’Aventures für Le Médium a perdu ses esprits (Original: A Case of Spirits; dt.: Tod eines Mediums)
- 1992 Anthony Award (Kategorie Bester Roman) für The Last Detective (dt.: Die Frau im See)
- 1995 Silver Dagger für The Summons (dt.: Gerechtigkeit für einen Mörder)
- 1996 Silver Dagger für Bloodhounds
- 1997 Macavity Award (Kategorie Bester Roman) für Bloodhounds
- 1997 Barry Award (Kategorie Bester Roman) für Bloodhounds
- 2000 Cartier Diamond Dagger lifetime achievement award der britischen Crime Writer's Association in Anerkennung seines bisherigen literarischen Lebenswerkes
- 2004 Macavity Award (Kategorie Bester Roman) für The House Sitter
- 2009 Schwedischer Krimipreis – Grand Master der Svenska Deckarakademin in Anerkennung seines bisherigen literarischen Lebenswerkes

## Werke
Sergeant Cribb
- Der Tod hat lange Beine (Wobble to Death, 1970)
- Ring frei für Sergeant Cribb (a. Detektiv in Boxerhosen; The Detective Wore Silk Drawers, 1971)
- Abrakadaver (Abracadaver, 1972)
- Der Urlaub eines Übergeschnappten (Mad Hatter's Holiday, 1973)
- Eine Bombeneinladung (Invitation to a Dynamite Party, 1974)
- Tod eines Mediums (A Case of Spirits, 1975)
- Flusspartie zum Galgen (Swing, Swing Together, 1976)
- Waxwork (1978, nicht auf Deutsch erschienen)

Albert Edward, Prince of Wales
- Seine Hoheit, der Detektiv (Bertie and the Tinman, 1987)
- Seine Hoheit und die sieben Leichen (Bertie and the Seven Bodies, 1990)
- Bertie and the Crime of Passion (1993, nicht auf Deutsch erschienen)

Peter Diamond (Auswahl)
- Die Frau im See (The Last Detective, 1991)
- Die Fährte des Mädchens (Diamond Solitaire, 1992)
- Gerechtigkeit für einen Mörder (The Summons, 1995) – Edgar-Nominierung 1996
- Bloodhounds (1996, noch nicht auf Deutsch erschienen)
- The House Sitter (2003, nicht auf Deutsch erschienen)

andere (Auswahl)
- Abschied auf Englisch, aus dem Englischen übersetzt von Herbert Neumaier, München ; Zürich : Droemer Knaur, 1983, ISBN 3-426-19069-9 (The False Inspector Dew, London : Macmillan, 1982, ISBN 0-09-931560-2)
- Sein letzter Slapstick (Keystone, 1983)
- Ein bitterer Nachgeschmack (Rough Cider, 1986) – Edgar-Nominierung 1988
- Do not exceed the stated Dose (1998, nicht auf Deutsch erschienen)
- The Reaper (2000, nicht auf Deutsch erschienen)